# П'єтро Фіттіпальді
П'єтро Фіттіпальді (порт. Pietro Fittipaldi da Cruz, нар. 25 червня 1996, Маямі, Флорида) — бразильсько-американський гонщик, онук дворазового чемпіона Формули-1 Емерсона Фіттіпальді та брат гонщика Енцо Фіттіпальді. Дебютував у Формулі-1 в складі команди Haas на Гран-прі Сахіру 2020, замінивши травмованого Романа Грожана, та провів два Гран-прі.

## Кар'єра
П'єтро Фіттіпальді розпочав свою гоночну кар'єру в картингу у 2004 році. Через 7 років він дебютував у серії NASCAR Whelen All-American Series та виграв гонку на трасі Хікорі. Однак 2013 року він переїхав до Європи та розпочав кар'єру в гонках з відкритими колесами. Наступного року він виграв титул у Британській Формулі-Рено та в жовтні 2014 року вступив до молодіжної академії Феррарі.
В 2017 році став чемпіоном серії Формула V8 3.5.
В лютому 2018 року команда IndyCar Series Dale Coyne Racing оголосила Фіттіпальді своїм пілотом на частину етапів серії, проте більшу частину сезону П'єтро пропустив через серйозну аварію, в яку він потрапив у травні на гонці «6 годин Спа-Франкоршаму» в серії FIA World Endurance Championship. Бразилець зламав обидві ноги і був змушений відновлюватися впродовж декількох місяців.

### Формула-1
9 листопада 2018 року команда Haas оголосила П'єтро Фіттіпальді в якості свого тест-пілота на сезон 2019 року. Вперше за кермо автомобіля Ф-1 бразилець сів на післясезонних тестах у Бахрейні 27 листопада 2018 року. Також П'єтро виступав на передсезонних тестах у Барселоні в лютому 2019.
29 листопада 2020 року на Гран-прі Бахрейну основний пілот Haas Роман Грожан потрапив у серйозну аварію: його машина врізалась у відбійник, вибухнула та розкололась на дві частини. Грожан зазнав опіків долонь та колін, через які не зміг би виступити через тиждень на Гран-прі Сахіру. Через це Haas оголосила, що П'єтро Фіттіпальді замінить француза в Гран-Прі. В гонці він фінішував 17-м і останнім, проте босс команди Гюнтер Штайнер високо оцінив його виступ, оскільки останній раз до того він сідав за кермо боліда Формули-1 рік тому.
На фінальному етапі сезону в Абу-Дабі Фіттіпальді знову замінив Грожана та посів 19-те місце в кваліфікації. Через штрафи інших пілотів він стартував 17-м, проте через невдалий пітстоп знову фінішував останнім, 19-м. Після гонки Фіттіпальді заявив, що хотів би залишитись резервним пілотом команди і на 2021 рік.

## Результати виступів

### Гоночна кар'єра
| Сезон   | Серія                                  | Команда                                 | Гонки                | Перемоги             | Поули                | Ш/Кола               | Подіуми              | Очки                 | Місце                |
| ------- | -------------------------------------- | --------------------------------------- | -------------------- | -------------------- | -------------------- | -------------------- | -------------------- | -------------------- | -------------------- |
| 2011    | NASCAR Whelen All-American Series      | Lee Faulk Racing                        | 20                   | 4                    | 3                    | ?                    | 13                   | 400                  | 1†                   |
| 2012    | NASCAR Whelen All-American Series      | Lee Faulk Racing                        | 23                   | 1                    | 2                    | ?                    | 3                    | 355                  | 5                    |
| 2013    | Protyre Formula Renault Championship   | Jamun Racing Services                   | 16                   | 0                    | 0                    | 0                    | 0                    | 163                  | 8                    |
| 2013    | Protyre Formula Renault Autumn Cup     | Jamun Racing Services                   | 3                    | 0                    | 0                    | 0                    | 1                    | 45                   | 6                    |
| 2013    | BRDC Формула-4                         | MGR Motorsport                          | 18                   | 1                    | 0                    | 1                    | 1                    | 165                  | 15                   |
| 2013    | Зимовий чемпіонат BRDC Формули-4       | MGR Motorsport                          | 8                    | 0                    | 0                    | 0                    | 3                    | 127                  | 6                    |
| 2014    | Protyre Formula Renault Championship   | MGR Motorsport                          | 15                   | 10                   | 3                    | 7                    | 12                   | 431                  | 1                    |
| 2014    | Альпійський чемпіонат Формули-Рено 2.0 | MGR Motorsport                          | 8                    | 0                    | 0                    | 0                    | 0                    | 43                   | 9                    |
| 2014    | Формула-Рено Єврокубок                 | Koiranen GP                             | 2                    | 0                    | 0                    | 0                    | 0                    | 0                    | НК††                 |
| 2015    | Європейська Формула-3                  | Fortec Motorsports                      | 33                   | 0                    | 0                    | 0                    | 0                    | 32                   | 16                   |
| 2015    | Формула-3 Мастерс                      | Fortec Motorsports                      | 1                    | 0                    | 0                    | 0                    | 0                    | Н/Д                  | 13                   |
| 2015–16 | MRF Challenge Formula 2000             | MRF Racing                              | 14                   | 4                    | 2                    | 2                    | 9                    | 244                  | 1                    |
| 2016    | Формула V8 3.5                         | Fortec Motorsports                      | 18                   | 0                    | 0                    | 0                    | 1                    | 60                   | 10                   |
| 2017    | Формула V8 3.5                         | Lotus                                   | 18                   | 6                    | 10                   | 2                    | 10                   | 259                  | 1                    |
| 2018    | IndyCar Series                         | Dale Coyne Racing                       | 6                    | 0                    | 0                    | 0                    | 0                    | 91                   | 26                   |
| 2018    | Super Formula                          | UOMO Sunoco Team LeMans                 | 1                    | 0                    | 0                    | 0                    | 0                    | 0                    | 22                   |
| 2018–19 | FIA World Endurance Championship       | DragonSpeed                             | 0                    | 0                    | 0                    | 0                    | 0                    | 0                    | НК                   |
| 2019    | Deutsche Tourenwagen Masters           | Audi Sport Team WRT                     | 15                   | 0                    | 0                    | 2                    | 0                    | 22                   | 15                   |
| 2019    | Deutsche Tourenwagen Masters           | Audi Sport Team Rosberg                 | 2                    | 0                    | 0                    | 0                    | 0                    | 22                   | 15                   |
| 2019–20 | Азійська Формула-3                     | Pinnacle Motorsport                     | 15                   | 0                    | 0                    | 0                    | 1                    | 119                  | 5                    |
| 2020    | Формула-1                              | Haas F1 Team                            | 2                    | 0                    | 0                    | 0                    | 0                    | 0                    | 23                   |
| 2021    | IndyCar Series                         | Dale Coyne Racing with Rick Ware Racing | 3                    | 0                    | 0                    | 0                    | 0                    | 34                   | 32                   |
| 2021    | European Le Mans Series - LMP2         | G-Drive Racing                          | 1                    | 0                    | 0                    | 0                    | 0                    | 6                    | 26                   |
| 2021    | Stock Car Brasil                       | Full Time Bassani                       | 2                    | 0                    | 0                    | 0                    | 0                    | 0                    | НК‡                  |
| 2021    | Формула-1                              | Haas F1 Team                            | Тест/Резервний пілот | Тест/Резервний пілот | Тест/Резервний пілот | Тест/Резервний пілот | Тест/Резервний пілот | Тест/Резервний пілот | Тест/Резервний пілот |
| 2022    | European Le Mans Series - LMP2         | Inter Europol Competition               |                      |                      |                      |                      |                      |                      |                      |
| 2022    | Stock Car Brasil                       | Full Time Bassani                       | 1                    | 0                    | 0                    | 0                    | 0                    | 0                    | НК‡                  |
| 2022    | Формула-1                              | Haas F1 Team                            | Тест/Резервний пілот | Тест/Резервний пілот | Тест/Резервний пілот | Тест/Резервний пілот | Тест/Резервний пілот | Тест/Резервний пілот | Тест/Резервний пілот |

† Фіттіпальді не виграв національний чемпіонат; він був індивідуальним чемпіон треку на гоночнії трасі Гікорі.
‡ Норріс брав участь в змаганні за запрошенням, тому йому не нараховувалися очки чемпіонату.
* Сезон триває.

### Формула-1
| Рік  | Команда      | Шасі       | Двигун               | 1   | 2   | 3   | 4   | 5  | 6   | 7   | 8   | 9   | 10  | 11  | 12  | 13  | 14  | 15  | 16     | 17     | Місце | Очки |
| ---- | ------------ | ---------- | -------------------- | --- | --- | --- | --- | -- | --- | --- | --- | --- | --- | --- | --- | --- | --- | --- | ------ | ------ | ----- | ---- |
| 2020 | Haas F1 Team | Haas VF-20 | Ferrari 065 1.6 V6 t | АВТ | ШТИ | УГО | ВЕЛ | 70 | ІСП | БЕЛ | ІТА | ТОС | РОС | АЙФ | ПОР | ЕМІ | ТУР | БАХ | САХ 17 | АБУ 19 | 23    | 0    |